# Orașe gemene

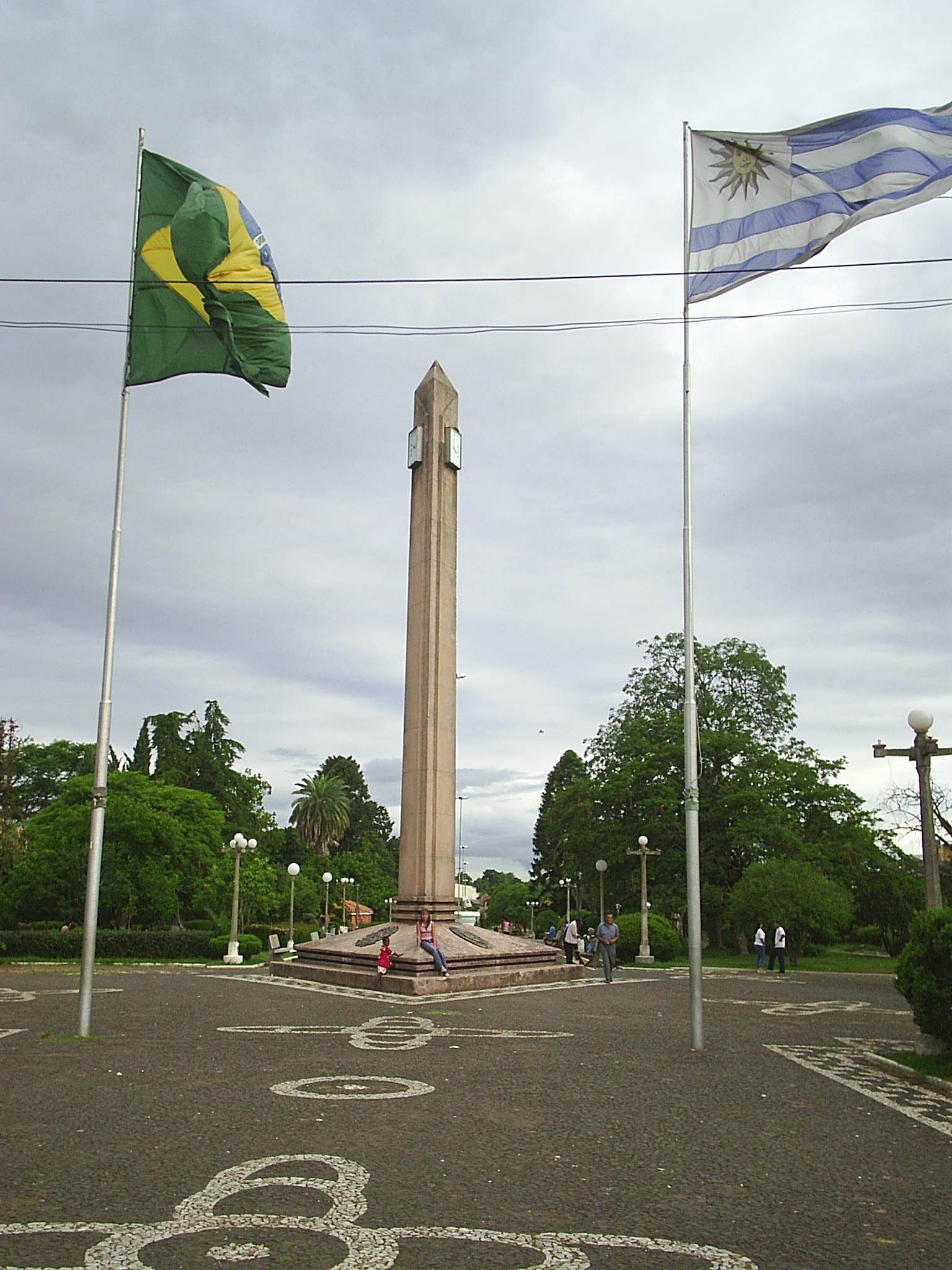
Zona de separare între orașele gemene Santana do Livramento (Brazilia), în stânga, și Rivera (Uruguay), în dreapta.

Orașe gemene (în engleză twin cities) sunt considerate orașele de sine stătătoare, situate unul lângă altul, fiind despărțite de o apă curgătoare sau de o graniță. Un exemplu clasic era între 1945-1990, cu Berlinul de Vest și cel de Est. Multe orașe din Europa  au devenit după război orașe gemene.

## Orașe gemene în Europa
- Cieszyn (Polonia) – Český Těšín (Cehia)
- Gorizia (Italia) – Nova Gorica (Slovenia)
- Middlesbrough – Stockton-on-Tees (ambele în Marea Britanie)
- La Chaux-de-Fonds – Le Locle (ambele în Elveția)
- Newcastle upon Tyne – Gateshead (ambele în Marea Britanie)
- Seyssel (Haute-Savoie) – Seyssel (Ain) (ambele în Franța)
- Strabane (Marea Britanie) – Lifford (Irlanda)
- Stranorlar – Ballybofey (ambele în Irlanda)
- Giurgiu (România) – Ruse (Bulgaria)
- Santa Cruz de Tenerife - San Cristóbal de La Laguna (ambele în Spania)

### Orașe gemene în Germania
- Rendsburg – Büdelsdorf (landul Schleswig-Holstein)
- Berlinul vechi – Cölln (ambele înainte de 1307; azi fac parte din Berlin)
- Leverkusen – Köln (Renania de Nord - Westfalia)
- Troisdorf – Siegburg – Sankt Augustin (Renania de Nord - Westfalia)
- Greußen – Clingen (Turingia)
- Mainz (Renania-Palatinat) – Wiesbaden (Hessa)
- Mannheim (Baden-Württemberg) – Ludwigshafen (Renania-Palatinat)
- Erbach (Odenwald) – Michelstadt (amândouă în Hessa)
- Nürnberg – Fürth (amândouă în Bavaria)
- Ulm (Baden-Württemberg) – Neu-Ulm (Bavaria)
- Sindelfingen – Böblingen (amândouă în Baden-Württemberg)

### Orașe gemene la hotarele Germaniei
- Frankfurt (Oder) (Brandenburg) – Słubice (Polonia)
- Guben (Brandenburg) – Gubin (Polonia)
- Görlitz (Saxonia) – Zgorzelec (Polonia)
- Bayerisch Eisenstein (Bavaria) – Železná Ruda (Boemia Eisenstein, Cehia)
- Neuhaus am Inn (Bavaria) – Schärding (Austria)
- Simbach (Bavaria) – Braunau (Austria)
- Bayerisch Gmain (Bavaria) – Großgmain (Austria)
- Konstanz (Baden-Württemberg) – Kreuzlingen (Elveția)
- Laufenburg (Baden) (Baden-Württemberg) – Laufenburg AG (Elveția)
- Rheinfelden (Baden) (Baden-Württemberg) – Rheinfelden AG (Elveția)
- Kehl (Baden-Württemberg) – Strasbourg (Franța)
- Herzogenrath (Renania de Nord - Westfalia) – Kerkrade (Olanda)
- Suderwick (Renania de Nord - Westfalia) – Dinxperlo (Olanda)

### Orașe gemene la hotarele Austriei
- Gmünd (Austria de Jos) – České Velenice (Cehia)
- Bad Radkersburg (Stiria) – Gornja Radgona (Oberradkersburg, Slovenia)

### Orașe gemene la hotarele Slovaciei
- Komárno – Komárom (Ungaria)
- Štúrovo – Esztergom (Ungaria)

### Orașe gemene la hotarele Finlandei
- Imatra – Swetogorsk (Federația Rusă)
- Tornio – Haparanda (Suedia)

### Orașe gemene la hotarele Estoniei
- Narva – Iwangorod (Federația Rusă)
- Valga – Valka (Letonia)